# Oblast d'Izmaïl
1940–1954
L'oblast d'Izmaïl (en russe : Измаильская область, Izmaïlskaïa oblast’) est une division territoriale et administrative de la république socialiste soviétique d'Ukraine, en Union soviétique. Fondée en 1940, elle fut supprimée en 1954. Sa capitale administrative était la ville d'Izmaïl.

## Histoire
L'oblast fut organisée le 7 août 1940 sur le territoire du Boudjak, ou Bessarabie méridionale, partie de la Roumanie occupée par l'Union soviétique. Du 7 août au 1er décembre 1940, l'oblast fut connue comme oblast d'Akkerman, dont la capitale administrative était la ville d'Akkerman. Lorsque la capitale fut transférée à Izmaïl, l'oblast reçut le nom de sa nouvelle capitale.
Le 15 février 1954, l'oblast d'Izmaïl fut supprimée et son territoire rattaché à l'oblast d'Odessa.

## Géographie
La superficie de l'oblast était de 12 400 km2. L'oblast d'Izmaïl était bordée au nord et à l'ouest par la république socialiste soviétique de Moldavie, au nord-est par l'oblast d'Odessa, à l'est par la mer Noire, au sud par la Roumanie. L'oblast d'Izmaïl était limitée au nord-est par le Dniestr, qui la séparait de l'oblast d'Odessa, et au sud par le Danube, qui marquait la frontière avec la Roumanie.

## Subdivisions
L'oblast d'Izmaïl était subdivisée en 13 raïons :
1. Raïon d'Artsiz (en russe : Арциз)
2. Raïon de Bolgrad (Болград)
3. Raïon de Borodine (Бородино)
4. Raïon de Kilia (Килия)
5. Raïon de Liman (Лиман)
6. Raïon de Novo Ivanovka (Новая Ивановка)
7. Raïon de Reni (Рени)
8. Raïon de Sarata (Сарата)
9. Raïon de Starokazatchie (Староказачье)
10. Raïon de Souvorovo (Суворово)
11. Raïon de Taroutino (Тарутино)
12. Raïon de Tatarbounary (Татарбунары)
13. Raïon de Touzly (Тузлы)

## Sources
- (ru) Cet article est partiellement ou en totalité issu de l’article de Wikipédia en russe intitulé « Измаильская область » (voir la liste des auteurs).

- (en) Cet article est partiellement ou en totalité issu de l’article de Wikipédia en anglais intitulé « Izmail Oblast » (voir la liste des auteurs).